# Tamatia à front blanc
Notharchus hyperrhynchus
Espèce
Synonymes
- Bucco hyperrhynchus P.L. Sclater, 1856
(protonyme)
- Notharchus macrorhynchos
hyperrhynchus (P.L. Sclater, 1856)

Statut de conservation UICN

 LC  : Préoccupation mineure
Le Tamatia à front blanc (Notharchus hyperrhynchus) est une espèce d'oiseaux de la famille des Bucconidae.

## Répartition
Cette espèce vit en Amérique centrale et dans le Nord de l'Amérique du Sud.